# نورمان ويت هاريس
نورمان ويت هاريس (بالإنجليزية: Norman Wait Harris)‏ هو مصرفي الاستثمار ‏ أمريكي، ولد في 15 أغسطس 1846 في Becket, Massachusetts ‏ في الولايات المتحدة، وتوفي في 15 يوليو 1916 في ليك جنيف في الولايات المتحدة.